# Resolució 2299 del Consell de Seguretat de les Nacions Unides
La Resolució 2299 del Consell de Seguretat de les Nacions Unides fou adoptada per unanimitat el 25 de juliol de 2016. El Consell va renovar el mandat de la Missió d'Assistència de les Nacions Unides per a l'Iraq (UNAMI) per un any fins al 31 de juliol de 2017.

## Contingut
La presència d'Estat Islàmic amenaçava el futur de l'Iraq, i l'única manera de contrarestar-lo era que tots els iraquians treballessin junts. Es va demanar als partits polítics que deixessin de banda les seves diferències i arribessin a una visió comuna de reconciliació i unitat nacional per construir un país segur, estable, federal, unitari i democràtic. El govern iraquià va assolit recentment diversos èxits amb l'alliberament de Sinjar, Bayji, Ramadi, Hīt i Falluja en mans d'Estat Islàmic.
Era important que les Nacions Unides seguissin ajudant al poble iraquià reforçant el govern, facilitant el diàleg polític i la reconciliació i ajudant a grups vulnerables com els refugiats. En conseqüència, el mandat de la UNAMI es va ampliar fins al 31 de juliol de 2017.